# Pulau Hoga
Pulau Hoga är en ö i Indonesien.   Den ligger i provinsen Sulawesi Tenggara, i den centrala delen av landet, 1 900 km öster om huvudstaden Jakarta. Arean är 3,4 kvadratkilometer.
Terrängen på Pulau Hoga är mycket platt. Öns högsta punkt är 23 meter över havet. Den sträcker sig 2,3 kilometer i nord-sydlig riktning, och 2,9 kilometer i öst-västlig riktning.